# Hadena olivocincta
Hadena olivocincta är en fjärilsart som beskrevs av Achille Guenée 1852. Hadena olivocincta ingår i släktet Hadena och familjen nattflyn. Inga underarter finns listade i Catalogue of Life.